# داگلاس جاردین

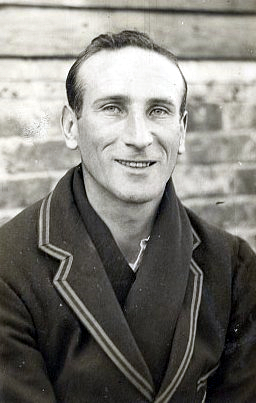
داگلاس جاردین - ۱۹۳۲

رابرت داگلاس جاردین (زاده ۲۳ اکتبر ۱۹۰۰ درگذشته ۱۸ ژوئن ۱۹۵۸ (۵۷ سال)) بازیکن کریکت بود که ۲۲ بازی تست برای تیم ملی انگلیس انجام داده‌است. در ۱۵ بازی بین ۱۹۳۲ تا ۱۹۳۳ بعنوان کاپیتان تیم انگلیس بازی کرده‌است. او بهترین بازیکن راست دست که در تیم ملی انگلیس در مسابقات استرالیا ۱۹۳۲–۱۹۳۳ به شهرت رسید. در این بازی‌ها انگلستان از تاکتیک‌های بادی لین در مقابل تیم بتمن استرالیا استفاده کرده‌است. در طول سال‌ها، انگلیس تکنیک بادی لین را علیه تیم بتمن‌های استرالیا انجام می‌داد، جایی که بولرز توپ کوتاهی را بر روی خط دفاعی پا قرار می‌دهد تا به بدن‌های بتمن برسد، طوری که اکثر بازیکنان و منتقدان معاصر آن را به عنوان دشمن راست دست بدل می‌کنند، او بهترین بازیکن برای گرفتن در تیم انگلیسی در سال ۱۹۳۲ است.

## اوایل زندگی
داگلاس جاردین در ۲۳ اکتبر ۱۹۰۰ در بمبئی، بریتانیای هندی به دنیا آمد. پدر و مادرش اسکاتلندی بودند. مالکوم جاردین، پدرش - اولین بازکین کریکت باز، که وکیل دادگستری شد. آلیسون مایر، مادرش. در سن ۹ سالگی، او پیش خاله اش در سنت اندروز اسکاتلند رفت. در مه ۱۹۱۰، به مدرسه هریس هیل در نزدیکی نیوبری، برکشایر، رفت. جاردین در مدرسه، موفق بود. در سال ۱۹۱۲، برای اولین بار با ۱۱ بازیکن کریکت در مدرسه بازی کرد و از پیروزی‌هایش در تیم گاونر و خفاش لذت برد. او در همان سال کاپیتان تیم خفاش‌ها شد، که در بازی‌ها شکست خوردند. جاردین بعنوان یک دانش آموز، تحت نوشته‌های کاپیتان سایق انگلیس، تکنیک پنبه، شد که با آموزش مربی مدرسه خود، فرق داشت. مربی اش، مخالف تکنیک خفاش جاردین بود، اما جاردین به کارش ادامه داد و یک کتاب در مورد این تکنیک نوشت.

## افسانه
جاردین به‌طور جداگانه با بادی لین همراه است. جان آرلات در سال ۱۹۸۸ دربارهٔ او نوشت: " استرالیایی‌ها بدون اغراق می‌گویند، داگلاس جاردین بهترین بازیکن کریکت است ". به نظر کریستوفر داگلاس ،" اگر شما انگلیسی هستید، نامش، ایستادن در میان افسانه‌های انگلیسی، باعث عزن نفس و کیفیت، در بین مردم و منتقدان باعث افتخار است. برای استرالیائی‌ها این نام مترادف با اسطوره معروف انگلسی اسنوبیستی است ". او همچنین می‌گویند تکنیک بادی لین، که در آن زمان قانونی بود، بهترین تاکتیک بود که بتمن‌ها از آن لذت می‌بردند.